# Nuage des Chiens de Chasse
Le groupe de M94 (également appelé groupe des Chiens de chasse I ou nuage des Chiens de chasse) un amas de galaxies étendu situé à environ 13 millions d'années-lumière dans les constellations des Chiens de chasse et de la Chevelure de Bérénice. Ce groupe est un des nombreux amas se trouvant dans le superamas de la Vierge.
Bien que les galaxies de cet amas semblent former une structure similaire à un grand nuage, beaucoup de galaxies de ce groupe ne semblent que peu soumises à l'attraction gravitationnelle, et certaines d'entre elles n'ont pas encore une orbite stable autour du barycentre du groupe. En revanche, la plupart des galaxies de l'amas semblent se déplacer avec l'expansion de l'Univers.

## Membres
Le tableau ci-dessous liste les galaxies qui ont été identifiées comme faisant partie de l'amas, d'après le Nearby Galaxies Catalog, et le Lyons Groups of Galaxies Catalog (LGG).
| Nom      | Type       | α (J2000.0)   | δ (J2000.0)  | Redshift (km/s) | Magnitude apparente |
| -------- | ---------- | ------------- | ------------ | --------------- | ------------------- |
| IC 3687  | IAB(s)m    | 12h 42m 15,1s | +38° 30′ 12″ | 354 ± 1         | 13,7                |
| IC 4182  | SA(s)m     | 13h 05m 49,5s | +37° 36′ 18″ | 321 ± 1         | 13,0                |
| M94      | (R)SA(r)ab | 12h 50m 53,0s | +41° 07′ 14″ | 308 ± 1         | 9,0                 |
| NGC 4144 | SAB(s)cd   | 12h 09m 58,6s | +46° 27′ 26″ | 265 ± 1         | 12,1                |
| NGC 4190 | Im pec     | 12h 13m 44,8s | +36° 38′ 03″ | 228 ± 1         | 13,4                |
| NGC 4214 | IAB(s)m    | 12h 15m 39,2s | +36° 19′ 37″ | 291 ± 3         | 10,2                |
| NGC 4244 | SA(s)cd    | 12h 17m 29,6s | +37° 48′ 26″ | 244 ± 0         | 10,9                |
| NGC 4395 | SA(s)m     | 12h 25m 48.9s | +33° 32′ 48″ | 319 ± 1         | 10.6                |
| NGC 4449 | IBm        | 12h 28m 11,9s | +44° 05′ 40″ | 207 ± 4         | 10,0                |
| UGC 6817 | Im         | 11h 50m 53,0s | +38° 52′ 49″ | 242 ± 1         | 13,4                |
| UGC 7559 | IBm        | 12h 27m 05,2s | +37° 08′ 33″ | 218 ± 5         | 14,2                |
| UGC 7577 | Im         | 12h 27m 40,9s | +43° 29′ 44″ | 195 ± 0         | 12,8                |
| UGC 7698 | Im         | 12h 32m 54,4s | +31° 32′ 28″ | 331 ± 1         | 13,0                |
| UGC 8320 | IBm        | 13h 14m 27,9s | +45° 55′ 09″ | 192 ± 1         | 12,7                |

De plus, NGC 4105 et UGC 8331 sont quelquefois identifiées comme appartenant au groupe dans les références citées ci-dessus.
Le membre le plus brillant de cet amas de galaxies est sujet à controverse et dépend partiellement sur l'analyse utilisée pour déterminer les membres du groupe. Le catalogue LGG identifie M106 comme faisant partie du groupe, ce qui, avec une magnitude de 9,1, en fait la galaxie la plus lumineuse du groupe. Par contre, d'autres catalogues considèrent que cette galaxie ne fait pas partie du groupe, M94 en devient alors le membre le plus brillant.